# Philibert Le Roy

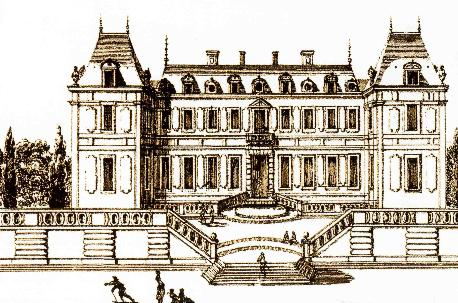
La fachada del jardín del nuevo château de Le Roy en Versalles, según un grabado de Israël Silvestre

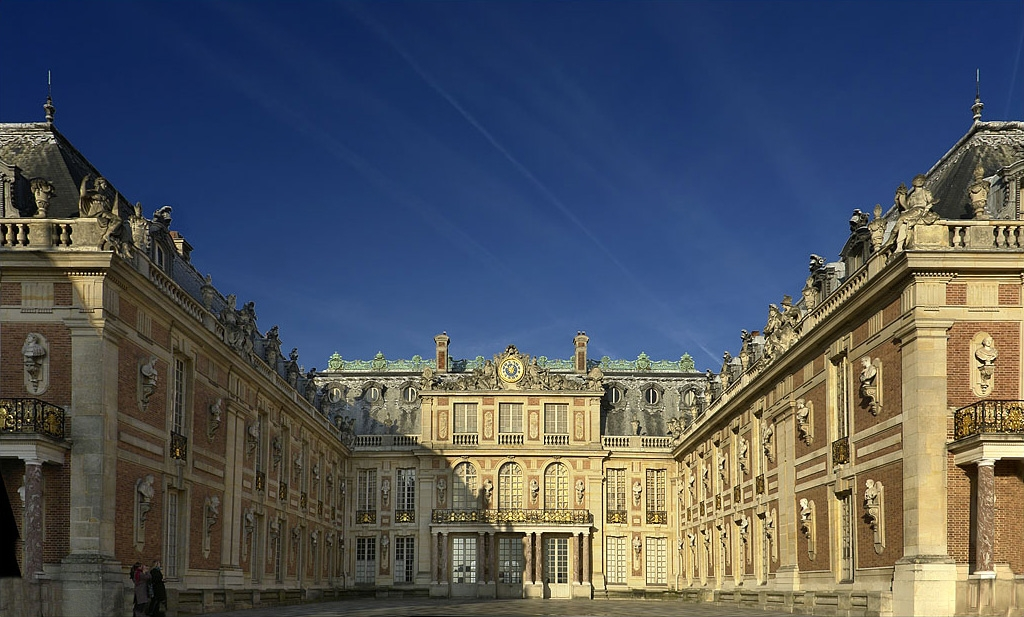
El Cour de Marbre en Versalles: bajo la rica ornamentación está el château de tres alas de Philibert Le Roy

Philibert Le Roy (fallecido en 1646) fue un arquitecto e ingeniero militar francés del siglo XVII que trabajó en los estilos barroco y clásico. Hoy, es recordado principalmente por su nombramiento como «ingeniero real y arquitecto» del rey Luis XIII.

## Trabajos
Los registros históricos muestran que en 1625 Le Roy estaba trabajando para el hermano del rey, Gastón, duque de Orleans. En 1627 ya se había convertido en un arquitecto real y estaba involucrado en algunos pequeños proyectos en nombre del rey. Uno de ellos fue la construcción de una cancha de tenis en el pabellón de caza del rey en Versalles, entonces un pequeño pueblo a pocos kilómetros de París. Se puede suponer que reemplazó a Nicolas Huau, el anterior arquitecto de la corte que había fallecido en 1626. A partir de 1631 fue empleado en la creación de un pequeño château que reemplazaría al pabellón de caza existente. Esta fase de construcción se completó en 1634.
Fue ese pequeño château de tres alas alrededor de un patio abierto lo que finalmente se convertiría en el núcleo del gran château de Versalles construido por Luis XIV.  El château original de Le Roy era de construcción simple. Sus paredes eran de piedra color crema que enmarcaban paneles de estuco. Estos paneles fueron pintados para parecerse a ladrillos. La techumbre del château era de pizarra azul. Los colores empleados por el arquitecto no fueron una coincidencia, sino que reflejaban el rojo, blanco y azul de la librea del rey. En apariencia, el château de Versailles de Le Roy no es diferente de los diseños de François Mansart para el château de Maisons-Laffitte. Casi contemporáneo del château de Versalles, la construcción de Maisons se considera un momento decisivo en la deriva de la arquitectura francesa hacia el estilo barroco.
Poco más se sabe de la vida personal de Le Roy. Murió en 1646.